# Distrito do Reno-Hunsrück
O Distrito do Reno-Hunsrück (em alemão:  Rhein-Hunsrück) é um distrito (kreis ou landkreis) da Alemanha localizado no estado da Renânia-Palatinado. Sua capital é a cidade de Simmern/Hunsrück.

## Cidades e municípios
| Cidade (livre) |
| 1. Boppard     |

| Verbandsgemeinden (associações municipais): | Verbandsgemeinden (associações municipais): | Verbandsgemeinden (associações municipais): |
| --- | --- | --- |
| - 1. Emmelshausen 1. Badenhard 2. Beulich 3. Bickenbach 4. Birkheim 5. Dörth 6. Emmelshausen¹ 7. Gondershausen 8. Halsenbach 9. Hausbay 10. Hungenroth 11. Karbach 12. Kratzenburg 13. Leiningen 14. Lingerhahn 15. Maisborn 16. Mermuth 17. Morshausen 18. Mühlpfad 19. Ney 20. Niedert 21. Norath 22. Pfalzfeld 23. Schwall 24. Thörlingen 25. Utzenhain - 2. Kastellaun 1. Alterkülz 2. Bell 3. Beltheim 4. Braunshorn 5. Buch 6. Dommershausen 7. Gödenroth 8. Hasselbach 9. Hollnich 10. Kastellaun1, 2 11. Korweiler 12. Mastershausen 13. Michelbach 14. Roth 15. Spesenroth 16. Uhler | - 3. Kirchberg 1. Bärenbach 2. Belg 3. Büchenbeuren 4. Dickenschied 5. Dill 6. Dillendorf 7. Gehlweiler 8. Gemünden 9. Hahn 10. Hecken 11. Heinzenbach 12. Henau 13. Hirschfeld 14. Kappel 15. Kirchberg1, 2 16. Kludenbach 17. Laufersweiler 18. Lautzenhausen 19. Lindenschied 20. Maitzborn 21. Metzenhausen 22. Nieder Kostenz 23. Niedersohren 24. Niederweiler 25. Ober Kostenz 26. Raversbeuren 27. Reckershausen 28. Rödelhausen 29. Rödern 30. Rohrbach 31. Schlierschied 32. Schwarzen 33. Sohren 34. Sohrschied 35. Todenroth 36. Unzenberg 37. Wahlenau 38. Womrath 39. Woppenroth 40. Würrich - 4. Rheinböllen 1. Argenthal 2. Benzweiler 3. Dichtelbach 4. Ellern 5. Erbach 6. Kisselbach 7. Liebshausen 8. Mörschbach 9. Rheinböllen¹ 10. Riesweiler 11. Schnorbach 12. Steinbach | - 5. Sankt Goar-Oberwesel 1. Damscheid 2. Laudert 3. Niederburg 4. Oberwesel1, 2 5. Perscheid 6. Sankt Goar² 7. Urbar 8. Wiebelsheim - 6. Simmern/Hunsrück 1. Altweidelbach 2. Belgweiler 3. Bergenhausen 4. Biebern 5. Bubach 6. Budenbach 7. Fronhofen 8. Holzbach 9. Horn 10. Keidelheim 11. Klosterkumbd 12. Külz 13. Kümbdchen 14. Laubach 15. Mengerschied 16. Mutterschied 17. Nannhausen 18. Neuerkirch 19. Niederkumbd 20. Ohlweiler 21. Oppertshausen 22. Pleizenhausen 23. Ravengiersburg 24. Rayerschied 25. Reich 26. Riegenroth 27. Sargenroth 28. Schönborn 29. Simmern/Hunsrück1, 2 30. Tiefenbach 31. Wahlbach 32. Wüschheim |
| ¹sede do Verbandsgemeinde; ²cidade | | |